# گیوم کرتین مالزرب

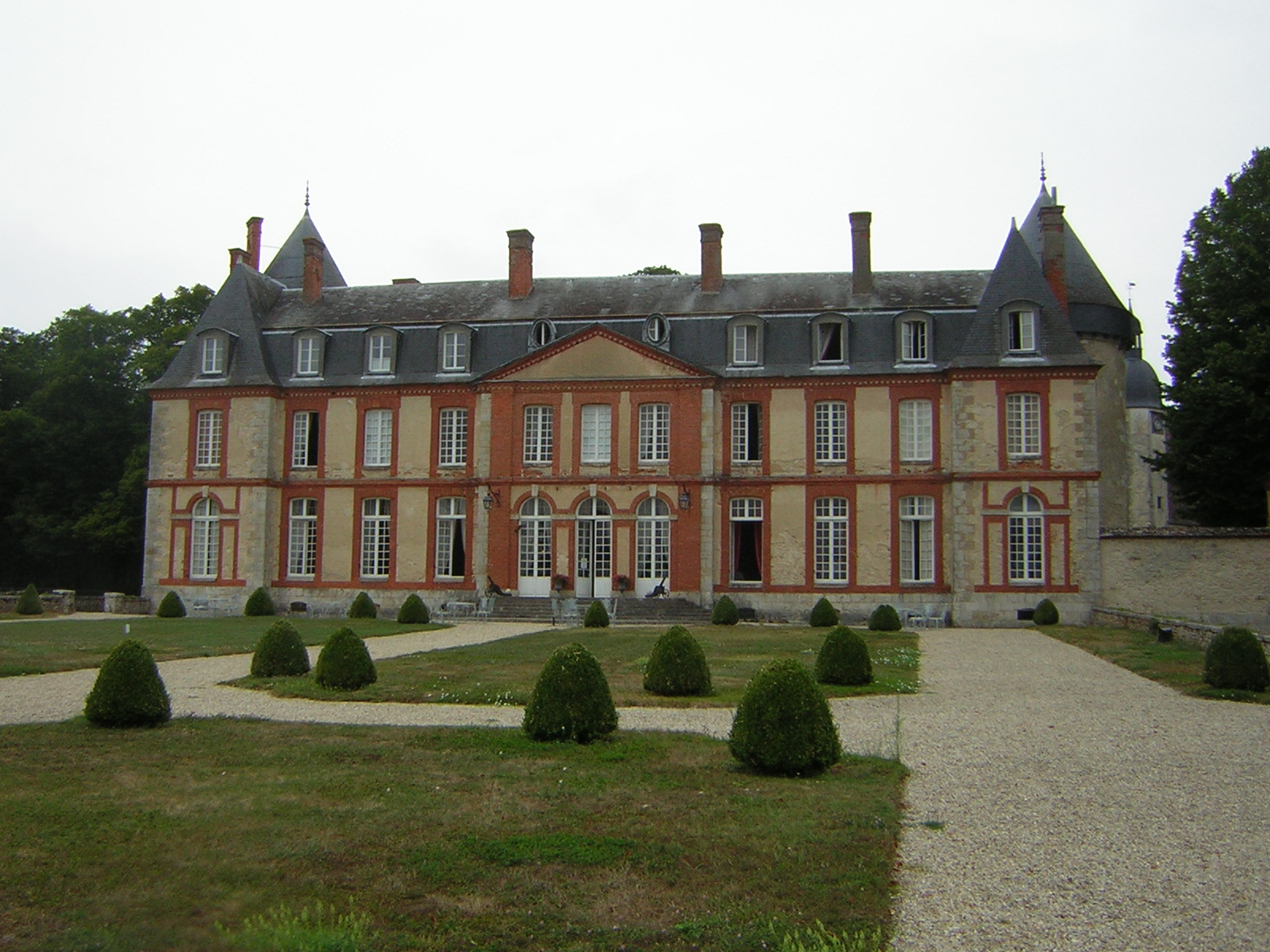
کاخ مالزرب

گیوم کرتین مالزرب (به انگلیسی: Guillaume-Chrétien de Lamoignon de Malesherbes) (به فرانسوی: Chrétien-Guillaume de Lamoignon de Malesherbes) (تولد:۱۷۲۱-مرگ:۱۷۹۴)، نویسنده، حقوق دان، سیاست مدار فرانسوی و عضو فرهنگستان فرانسه در دوران لوئی شانزدهم بود. در پاریس از خانواده ای اشرافی به دنیا آمد و بعد از انقلاب فرانسه اعدام شد.